# 내 남자는 큐피드
《내 남자는 큐피드》는 방영미정 드라마이다.

## 제작진
- 극본 : 허성희
- 연출 : 남태진

## 등장인물

### 주요 인물
- 장동윤 : 천상혁 역
- 나나 : 오백련 역
- 박기웅 : 서재희 역
- 권아름 : 소희 역
- 도아 : 정아 역